# Cynaeda obscura
Cynaeda obscura là một loài bướm đêm trong họ Crambidae.